# Běleč u Mladé Vožice
Běleč (deutsch Bieltsch) ist eine Gemeinde in Tschechien, deren Geschichte bis in das Jahr 1375 zurückreicht und die sich bei Mladá Vožice im Jihočeský kraj befindet. In den drei Ortsteilen leben 182 Einwohner.

## Gemeindegliederung

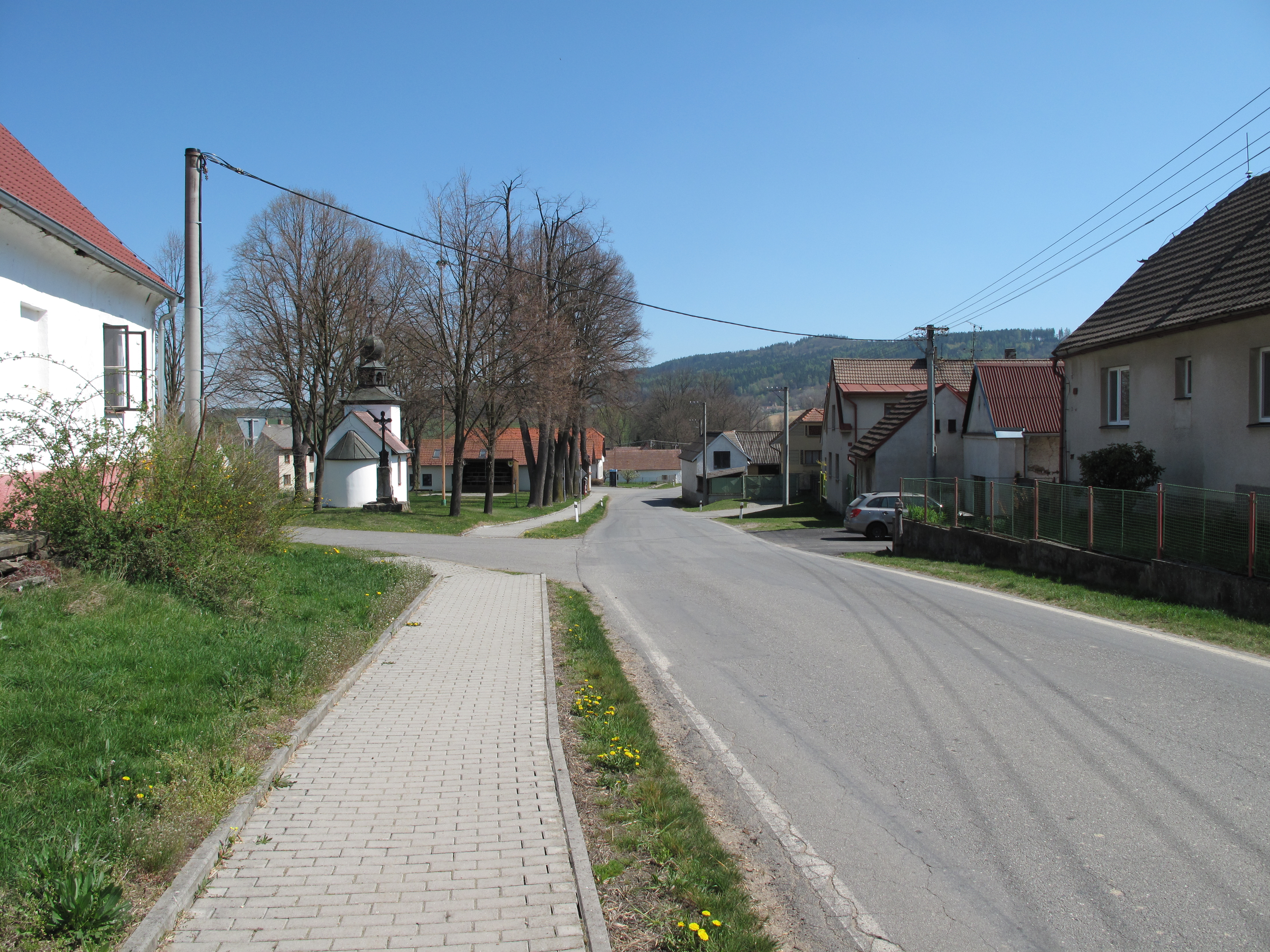
Ortsdurchfahrt 2019

Die Gemeinde Běleč besteht aus den Ortsteilen Běleč (Bieltsch), Bzová (Bsowa) und Elbančice (Elbanschitz) sowie der Ansiedlung Šelmberk mit der Burg Šelmberk.